# ロザラム
ロザラム（英: Rotherham）は、イングランドのサウス・ヨークシャーにあるマーケットタウン。行政上はロザラム都市自治区（メトロポリタンバラ・オブ・ロザラム, en）の一部で、バラの主要エリアを占めている。町の人口は7万1542人（2021年）。バラ全体では26万5867人（2021年）。
シェフィールドとドンカスターの間にあり、シェフィールドの中心部から約10kmの距離に位置している。2010年になってから、英国社会内外でロザラム児童性的搾取事件がクローズアップされ、ロザラムの名称も世界的に知られるようになった。

## スポーツ
- ロザラム・ユナイテッドFC - ニューヨーク・スタジアムを本拠地とするサッカーのクラブチーム

## 姉妹都市
- - バッファロー, ニューヨーク州, アメリカ合衆国
- - サン＝カンタン, フランス
- - オッフェンバッハ・アム・マイン, ドイツ

## 出身人物
- ジャスティン・グリーニング - 政治家
- デビッド・シーマン - サッカー選手
- ハワード・ウェブ - サッカー審判
- ベン・スウィフト - 自転車競技選手
- クリス・ウォルステンホルム - ベーシスト